# 1997-es Formula–1 osztrák nagydíj
Az osztrák nagydíj volt az 1997-es Formula–1 világbajnokság tizennegyedik futama.

## Futam
1987 után visszatért az osztrák nagydíj a versenynaptárba. Az átépített Österreichringen Villeneuve szezonbeli hetedik pole-pozícióját szerezte meg. A rajt után Häkkinen vette át a vezetést, de még az első körben kiesett motorhiba miatt. Jarno Trulli vezetett a verseny elején, majd a második helyen haladt (bár még egy boxkiállást teljesítenie kellett), amikor motorhiba miatt kiesett. A futamot Villeneuve nyerte Coulthard előtt. Schumacher a harmadik helyen haladt a versenyen, de stop-go büntetést kapott, mivel a sárga zászló hatálya alatt előzte meg Frentzent. Így Frentzen végzett a harmadik helyen, Schumacher hatodik lett.
| Helyezés | #  | Versenyző             | Csapat/Motor      | Futott körök | Idő/Kiesés oka                  | Rajthely | Pontszám |
| -------- | -- | --------------------- | ----------------- | ------------ | ------------------------------- | -------- | -------- |
| 1        | 3  | Jacques Villeneuve    | Williams-Renault  | 71           | 1:27:35,999                     | 1        | 10       |
| 2        | 10 | David Coulthard       | McLaren-Mercedes  | 71           | +2,909                          | 10       | 6        |
| 3        | 4  | Heinz-Harald Frentzen | Williams-Renault  | 71           | +3,962                          | 4        | 4        |
| 4        | 12 | Giancarlo Fisichella  | Jordan-Peugeot    | 71           | +12,127                         | 14       | 3        |
| 5        | 11 | Ralf Schumacher       | Jordan-Peugeot    | 71           | +31,859                         | 11       | 2        |
| 6        | 5  | Michael Schumacher    | Ferrari           | 71           | +33,410                         | 9        | 1        |
| 7        | 1  | Damon Hill            | Arrows-Yamaha     | 71           | +37,207                         | 7        |          |
| 8        | 16 | Johnny Herbert        | Sauber-Petronas   | 71           | +49,057                         | 12       |          |
| 9        | 17 | Gianni Morbidelli     | Sauber-Petronas   | 71           | +1:06,455                       | 13       |          |
| 10       | 8  | Gerhard Berger        | Benetton-Renault  | 70           | +1 kör                          | 18       |          |
| 11       | 20 | Katajama Ukjó         | Minardi-Hart      | 69           | +2 kör                          | 19       |          |
| 12       | 18 | Jos Verstappen        | Tyrrell-Ford      | 69           | +2 kör                          | 20       |          |
| 13       | 2  | Pedro Diniz           | Arrows-Yamaha     | 67           | +4 kör                          | 17       |          |
| 14       | 22 | Rubens Barrichello    | Stewart-Ford      | 64           | Kicsúszás                       | 5        |          |
| Kiesett  | 14 | Jarno Trulli          | Prost-Mugen-Honda | 58           | Motorhiba                       | 3        |          |
| Kiesett  | 23 | Jan Magnussen         | Stewart-Ford      | 58           | Motorhiba                       | 6        |          |
| Kiesett  | 15 | Nakano Sindzsi        | Prost-Mugen-Honda | 57           | Motorhiba                       | 16       |          |
| Kiesett  | 19 | Mika Salo             | Tyrrell-Ford      | 48           | Váltó                           | 21       |          |
| Kiesett  | 6  | Eddie Irvine          | Ferrari           | 38           | Ütközés                         | 8        |          |
| Kiesett  | 7  | Jean Alesi            | Benetton-Renault  | 37           | Ütközés                         | 15       |          |
| Kiesett  | 9  | Mika Häkkinen         | McLaren-Mercedes  | 1            | Motorhiba                       | 2        |          |
| Kizárva  | 21 | Tarso Marques         | Minardi-Hart      |              | Autó súlyprobléma miatt kizárva |          |          |

## A világbajnokság élmezőnyének állása a verseny után
| H  | Versenyzők            | Pont | H  | Konstruktőrök    | Pont |
| -- | --------------------- | ---- | -- | ---------------- | ---- |
| 1. | Michael Schumacher    | 68   | 1. | Williams-Renault | 98   |
| 2. | Jacques Villeneuve    | 67   | 2. | Ferrari          | 86   |
| 3. | Heinz-Harald Frentzen | 31   | 3. | Benetton-Renault | 53   |
| 4. | David Coulthard       | 30   | 4. | McLaren-Mercedes | 44   |
| 5. | Jean Alesi            | 28   | 5. | Jordan-Peugeot   | 33   |

## Statisztikák
Vezető helyen:
- Jarno Trulli: 37 (1-37)
- Jacques Villeneuve: 31 (38-40 / 44-71)
- Michael Schumacher: 2 (41-42)
- David Coulthard: 1 (43)

Jacques Villeneuve 10. győzelme, 11. pole-pozíciója, 9. leggyorsabb köre, 2. mesterhármasa (gy, pp, lk)
- Williams 102. győzelme.

Michael Schumacher 100. versenye.